# Calypso (muzyka)
Calypso – gatunek muzyczny pochodzenia afrykańskiego, w metrum 2/4 lub 4/4,. Także nazwa tańca towarzyskiego, którego muzyka oparta jest na improwizowanej balladzie w rytmie afrykańskim z wysp archipelagu Karaibów. Nazwa muzyki (stosowana od lat 30. XX w.), nawiązująca do imienia nimfy Kalipso, jest zniekształceniem wcześniejszych określeń wywodzących się z etymologii języków afrykańskich. 
Takie sławy jak Lord Kitchener, czy też Lord Creator i Lord Ivanhoe przyczyniły się do rozwoju tego gatunku na terenie wysp karaibskich. Przedrostki „Lord” najlepszych twórców Calypso były specyficzne wyłącznie dla tego gatunku. Calypso przyczyniło się do powstania takich gatunków jak w latach 60. ska (Jamajka) i soca (Trynidad).

## Najpopularniejsi wykonawcy
- Lord Creator
- The Mighty Terror
- Lord Kitchener
- Calypso Rose
- The Mighty Sparrow
- Lord Invader
- Lord Beginner
- Harry Belafonte
- Trinidad Steel Drum Band